# Prionailurus
Prionailurus is een geslacht van de familie der katachtigen (Felidae). De kattensoorten komen voor in Azië. 

## Soorten
Er zijn vijf soorten:
- Prionailurus
  - Prionailurus bengalensis – Bengaalse tijgerkat
    - Prionailurus bengalensis iriomotensis – Iriomotekat

  - Prionailurus javanensis
  - Prionailurus planiceps – Platkopkat
  - Prionailurus rubiginosus – Roestkat
  - Prionailurus viverrinus – Vissende kat